# تاج الدول بنت عبد الجليل
تاج الدول بنت عبد الجليل شاعرة مجيدة من شواعر الآستانة، اشتهرت بتفاسيرها لغوامض الفلسفة وعلم الأخلاق.